# Paradoxa de les patates

Visualització de la paradoxa de les patates: Les boles blaves representen el 99% i la bola taronja el 1% sòlid (esquerra). Per doblar el ratio de solid respecte aigua a 1:49, la quantitat d'aigua es redueix en 49 per mantenir la mateixa quantitat de sòlid (figura central). Això és equivalent a doblar la concentració de sòlid (dreta).

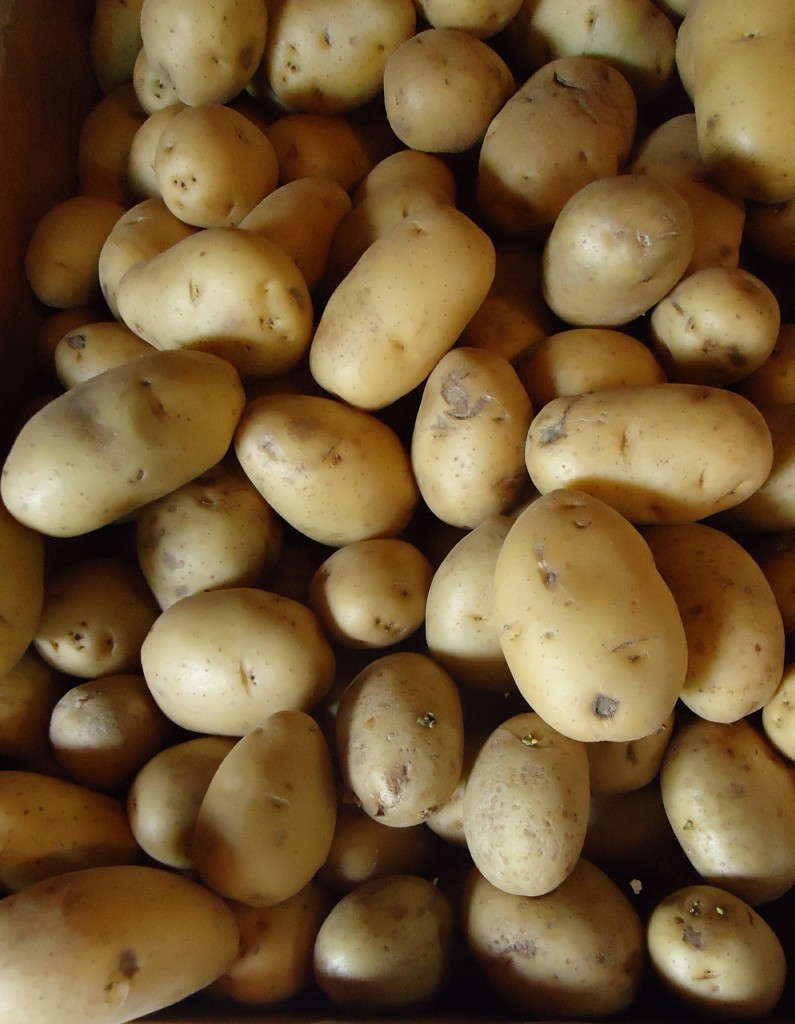
Les patates blanques contenen aproximadament un 79% d'aigua; L'agar-agar és un 99% aigua.

La paradoxa de les patates és un càlcul matemàtic que té un resultat contraintuïtiu.

## Descripció
La paradoxa s'ha descrit així
Tu tens 100 kg de patates, dels quals el 99% és aigua. Les deixes deshidratar fins que siguin el 98% aigua. Quant pesen ara?
Al llibre "The Universal Book of Mathematics" presenta el problema de la següent forma:
Fred porta a casa 100 lliures de patates, que (per ser patates matemàtiques) consisteixen en un 99% d'aigua. Les deixa deshidratar tota la nit i passen a ser un 98% d'aigua. Quin és el seu nou pes? La resposta és 50 lliures.
A la classificació de Quine de paradoxes, la paradoxa de les patates és una paradoxa verídica.

## Explicacions senzilles

### Mètode 1
Una explicació senzilla és considerar que inicialment el pes de la no-aigua és l'1% del total. Llavors ens podem preguntar: 1 kilo és el 2% de quants kilograms? Per què aquest percentatge sigui el doble, el pes total ha de ser la meitat.

### Mètode 2
100 kg de patates, 99% aigua (de pes) vol dir que hi ha 99 kg d'aigua i 1 kg de sòlid. És un ratio de 1:99.
Si l'aigua baixa al 98%, llavors el sòlid passa a ser el 2% del sòlid. El ratio 2:98 es pot reduir a 1:49. Com que el sòlid encara pesa 1 kg, l'aigua pesarà 49 kg, fent un total de 50 kg de pes.

## Explicacions usant àlgebra

### Mètode 1
Després d'evaporar l'aigua, la quantitat total romanent x conté 1 kg de sòlid de patates i (98/100)x d'aigua. L'equació és:
{\displaystyle {\begin{aligned}1+{\frac {98}{100}}x&=x\\\Longrightarrow 1&={\frac {1}{50}}x\end{aligned}}}
que resulta ser x = 50 kg.

### Mètode 2
El pes de l'aigua en les patates fresques és {\displaystyle 0.99\cdot 100}.
Si {\displaystyle x}és el pes de l'aigua perdut per les patates al deshidratar-se llavors {\displaystyle 0.98(100-x)} és el pes de l'aigua que queda a les patates. Per tant:
{\displaystyle 0.99\cdot 100-0.98(100-x)=x}
Expandint i simplificant es te
{\displaystyle 99-(98-0.98x)=x}
{\displaystyle 99-98+0.98x=x}
{\displaystyle 1+0.98x=x}
Restant {\displaystyle x}de cada costat:
{\displaystyle 1+0.98x-0.98x=x-0.98x}
{\displaystyle 1=0.02x}
I resolent
{\displaystyle {\frac {1}{0.02}}={\frac {0.02x}{0.02}}}
Que dona que l'aigua perduda és
{\displaystyle 50=x}
I el pes de les patates deshidratades és
{\displaystyle 100-x=100-50=50}

## Implicacions
La resposta és la mateixa sempre que la concentració del sòlid es dobla. Per exemple, si les patates fossin originalment un 99.999% d'aigua, reduint el percentatge a 99.998% també es dividiria el pes per dos.